# PBCom Tower
La Philippine Bank of Communications Tower, più comunemente conosciuta come PBCom Tower, è un grattacielo situato a Makati e classificato dal 2017 come il terzo edificio più alto nelle Filippine.
In precedenza era l'edificio più alto delle Filippine, dall'inizio nel 2000 fino al completamento della Federal Land Tower all'inizio del 2017. Alto 259 metri e con 52 piani, è stato voluto congiuntamente dalla Filinvest Asia Corporation (FAC) e dalla Banca delle comunicazioni filippina (PBCom). L'edificio ospita la sede della PBCom, una delle più antiche banche filippine. La banca occupa i primi dieci piani dell'edificio.